# كأس الاتحاد الإفريقي 1995
كأس الاتحاد الأفريقي 1995 هي النسخة الرابعة من بطولة كأس الاتحاد الأفريقي للأندية .
وتوج بها النجم الساحلي التونسي على حساب كالوم ستار الغيني .

## ربع النهائي
| المنافس             | النتيجة | المنافس 2           |
| ------------------- | ------- | ------------------- |
| أنتر كلوب برازافيل  | 0 :2    | دجوليبا             |
| أشانتي كوتوكو       | 2 :2    | كالوم ستار          |
| النجم الساحلي       | 3 :0    | فيروفياريو دي هويلا |
| ماليندي إف سي       | 0 :0    | أغازا لومي          |
| ماليندي إف سي       | 2 :0    | أغازا لومي          |
| فيروفياريو دي هويلا | 0 :3    | النجم الساحلي       |
| كالوم ستار          | 0 :0    | أشانتي كوتوكو       |
| دجوليبا             | 1 :2    | أنتر كلوب برازافيل  |

## نصف النهائي
| المنافس            | النتيجة         | المنافس 2          |
| ------------------ | --------------- | ------------------ |
| النجم الساحلي      | 1 :0            | ماليندي إف سي      |
| أنتر كلوب برازافيل | 0 :1            | كالوم ستار         |
| كالوم ستار         | 1 :0            | أنتر كلوب برازافيل |
| ماليندي إف سي      | 1 :0 \| 3 :4 \| | النجم الساحلي      |
| 3 :4               |                 |                    |

## النهائي
| كالوم ستار | 0–0   | النجم الساحلي |
| ---------- | ----- | ------------- |
|            | تقرير |               |

| النجم الساحلي     | 2–0   | كالوم ستار |
| ----------------- | ----- | ---------- |
| بن يونس 29' ، 43' | تقرير |            |